# NGC 2728
NGC 2728 ist eine Spiralgalaxie vom Hubble-Typ Sb im Sternbild Krebs auf der Ekliptik. Sie ist schätzungsweise 251 Millionen Lichtjahre von der Milchstraße entfernt und hat einen Durchmesser von etwa 80.000 Lichtjahren. 

Im selben Himmelsareal befinden sich u. a. die Galaxien NGC 2720, NGC 2725, IC 526.
Das Objekt wurde am 10. März 1864 vom deutschen Astronomen Albert Marth entdeckt.